# جان تی لوئیس
 جان تی لوئیس (انگلیسی: John T. Lewis؛ زاده ۱۹۳۲ درگذشته ۲۱ ژانویه ۲۰۰۴) یک ریاضی‌دان بود. 